# Onfalite
L'onfalite è un'infiammazione dell'ombelico e dei tessuti circostanti, spesso accompagnata da secrezioni maleodoranti. 
Generalmente passa dopo pochi giorni, previa applicazione di acqua ossigenata e pomate disinfettanti, ma a volte può evolvere in maniera anche grave, con conseguente formazione di cisti da dover asportare chirurgicamente. Fra le cause dell'onfalite adulta vi è la caduta tardiva (anche dopo i 30 anni) di una parte del moncone ombelicale, che uscendo provoca una mini lacerazione della pelle, in cui si insinuano batteri. In casi rari, se non opportunamente curata, può portare a rapide complicanze, persino alla morte.

## Epidemiologia
È una malattia del neonato, tuttavia può manifestarsi anche nell'età adulta.

## Clinica
Si mostra arrossamento, tumefazione e dolore localizzato.